# Puscifer
Puscifer es una banda y proyecto musical creado por Maynard James Keenan, vocalista de las bandas Tool y A Perfect Circle. Maynard es el único integrante fijo, por lo que se puede considerar un seudónimo utilizado para su trabajo en solitario. Él mismo lo define como su «subconsciente creativo». Cuenta con innumerables artistas invitados que participan en el proyecto.

## Historia
Puscifer al principio se llamaban Umlaut. El nombre de "Puscifer" fue divulgado como una banda de ficción en el primer episodio de Mr. Show, incluyendo a Keenan y a Adam Jones en calidad de miembros. Jones no está asociado con Puscifer de otro modo, aunque la obra de Jones ha aparecido.

## Miembros
- Maynard James Keenan

Colaboraciones: Según la página Myspace de Keenan, los miembros de la banda incluyen a Maynard James Keenan y una puerta giratoria de talentos. La actual lista de músicos invitados son: Danny Lohner, Milla Jovovich, Lisa Germano, Josh Eustis, Satanás, y más...". Keenan ha trabajado en Puscifer un material reciente con Lustmord, Jonny Polonski, Tim Alexander, Tim Commerford, Brad Wilk, Ainjel Emme, Josh Eustis de Black Light Burns & Telefon Tel Aviv, Sharone Gil,  Trey Gunn entre otros.

## Discografía

### Álbumes de estudio
| Año  | Título                  | Fecha de lanzamiento  | Formato                      |
| ---- | ----------------------- | --------------------- | ---------------------------- |
| 2007 | “V” Is for Vagina       | 30 de octubre de 2007 | CD, Formato Digital y Vinilo |
| 2011 | Conditions of My Parole | 18 de octubre de 2011 | CD, Formato Digital y Vinilo |
| 2015 | Money Shot              | 30 de octubre de 2015 | CD, Formato Digital y Vinilo |
| 2020 | Existential Reckoning   | 30 de octubre de 2020 | CD, Formato Digital y Vinilo |

#### Álbumes Remix
| Año  | Título                                    | Fecha de lanzamiento    | Formato             |
| ---- | ----------------------------------------- | ----------------------- | ------------------- |
| 2008 | “V” Is for Viagra. The Remixes            | 29 de abril de 2008     | CD, Formato Digital |
| 2008 | “D” Is for Dubby – The Lustmord Dub Mixes | 17 de octubre de 2008   | Formato Digital     |
| 2010 | Sound Into Blood Into Wine                | 7 de septiembre de 2010 | Formato Digital     |

##### EP
| Año  | Título                                                         | Fecha de lanzamiento    | Formato                      |
| ---- | -------------------------------------------------------------- | ----------------------- | ---------------------------- |
| 2007 | Don't Shoot the Messenger                                      | 9 de octubre de 2007    | CD, Formato Digital          |
| 2009 | “C” Is for (Please Insert Sophomoric Genitalia Reference HERE) | 10 de noviembre de 2009 | CD, Formato Digital y Vinilo |
| 2013 | Donkey Punch the Night                                         | 19 de febrero de 2013   | CD, Formato Digital y Vinilo |

Sencillos
- "Cuntry Boner" (2007)
- "Queen B." (2008)
- "DoZo" (2008)
- "The Mission" (2009)
- "Conditions of My Parole" (2011)
- "Apocalyptical" (2020)

Videos Musicales/DVD
- "Queen B." (2008)
- "DoZo" (2008)
- "Momma Sed" (2008)
- "The Mission" (2009)
- "Conditions of My Parole" [Short Version] (2011)
- "Money Shot" (2015)
- "The Remedy" (2016)
- "The Arsonist" (2016)

Contribuciones
| Canción                                                 | Duración | Compilación                                              | Pista |
| ------------------------------------------------------- | -------- | -------------------------------------------------------- | ----- |
| "REV 22:20"                                             | 4:39     | Underworld (2003)                                        | 2     |
| "REV 22:20 (REV 4:20 Mix)" (Remixed by Charlie Clouser) | 4:47     | Saw II (2005)                                            | 6     |
| "The Undertaker (Renholdër Mix)"                        | 3:57     | Underworld: Evolution (2006)                             | 1     |
| "Lighten Up, Francis (JLE Dub Mix)"                     | 4:34     | Underworld: Rise of the Lycans (2009)                    | 1     |
| "Holiday on the Moon (Puscifer Mix)"                    | 5:08     | "New Tales to Tell: A Tribute to Love and Rockets (2009) | 1     |